# Góra Bratnia
Góra Bratnia (408 m n.p.m.) – zalesione wzniesienie na Pogórzu Strzyżowskim. Bezimienny wierzchołek (375 m n.p.m.) na północnym ramieniu góry jest najwyższym punktem Dębicy. Na wschodnim zboczu góry położona jest wieś Stasiówka.

## Ochrona przyrody
- Specjalny obszar ochrony siedlisk Natury 2000 "Las nad Braciejową"[1]
- Obszar Chronionego Krajobrazu Pogórza Strzyżowskiego[2]
- Projektowany rezerwat przyrody "Las Wolica"[2].

## Szlaki znakowane
- Droga św. Jakuba Via Regia
- Ścieżka przyrodnicza "Stasiówka"
- Szlak Partyzancki II Zgrupowania Armii Krajowej Obwodu Dębica (rowerowy): Gumniska – Dębniak – Polana Kałużówka – Stasiówka – Góra Bratnia (408 m) – Gumniska[3]